# Sebastian
Sebastian ist ein männlicher Vorname und ein Familienname.

## Herkunft und Bedeutung
Der Name geht auf das altgriechische Σεβαστός (Sebastós) zurück, dem im griechischsprachigen Osten des Römischen Reiches üblichen Äquivalent zum lateinischen Kaisertitel Augustus. Er bedeutet „erhaben“ oder „ehrwürdig“, in weiterer Folge „kaiserlich“ oder „zum Kaiser gehörig.“ Auch die Stadt Sebaste (heute das türkische Sivas) verdankt ihren Namen diesem Kaisertitel. Somit kann der Name auch „Mann aus Sebaste“ bedeuten.

## Verbreitung
Seit Anfang der 1960er Jahre wurden immer mehr Jungen Sebastian genannt. In den 1980ern war der Name durchweg unter den zehn am häufigsten vergebenen Vornamen, im Jahre 1984 sogar der häufigste überhaupt. Seitdem hat seine Popularität etwas nachgelassen.

## Namenstag
Namenstag ist der Gedenktag des hl. Märtyrers Sebastian am 20. Januar.

## Varianten
- Baschan (niederdeutsche/plattdeutsche Kurzform)
- Baschde (oberschwäbisch)
- Baschdl (schwäbische Abwandlung)
- Bastian, Bastiano, Basti, Bastien, Bastl (geläufige Kurzformen)
- Bistgaun (rätoromanische Variante)
- Bosćij (sorbische Variante)
- Sebastián (spanische Schreibweise)
- Sebastiaan, Bas (niederländische Schreibweise)
- Sebastiani
- Sebastijan (kroatische Schreibweise)
- Sebastiano (italienische Schreibweise)
- Sebastião (portugiesische Schreibweise)
- Sébastien (französische Schreibweise)
- Sebastianòs bzw. Sevastianòs (griechische Variante)
- Sebestyén (ungarische Schreibweise)
- Bäschtu, Bästeli, Baschi, Baschti (lothringisch, rheinfränkisch und bairisch), Baschy (schweizerdeutsche Kurzform)
- Wast, Wastl, Wastel (bayerisch-österreichische Abwandlung)
- Seb, Sebi, Seba (Kurzform)

### Weibliche Formen
Die weibliche Form des Namens, Sebastiana, ist im Deutschen selten. Aus dem französischen Sprachraum stammt der Name Bastienne.

## Bekannte Namensträger
- Johann Sebastian Bach (1685–1750), deutscher Komponist
- Sebastian (Portugal) (1554–1578), König
- Sebastian I. (Ortenburg) (1434–1490), Graf
- Sebastian II. (Ortenburg) († 1559), Graf
- Sebastian Kneipp (1821–1897), bayerischer Priester und Hydrotherapeut
- Sebastian von Lodron (1601–1643), Bischof von Gurk

### Familienname
- Adalbert Sebastian (1919–2004), österreichischer Landespolitiker (Steiermark)
- Adele Sebastian (1956–1983), US-amerikanische Jazzmusikerin
- Anna Sebastian (1916–1953), österreichische Schriftstellerin englischer Sprache
- Arto Sebastian (* 1983), deutscher Filmregisseur, Filmproduzent und Drehbuchautor
- B. Tennyson Sebastian II, US-amerikanischer Tonmeister
- Benedikt Sebastian, US-amerikanischer Schauspieler, Drehbuchautor, Musiker und Grafikdesigner
- Charles E. Sebastian (1873–1929), US-amerikanischer Politiker
- Cuthbert Sebastian (1921–2017), Generalgouverneur von St. Kitts und Nevis
- Dorothy Sebastian (1903–1957), US-amerikanische Schauspielerin
- Francisco-Javier Lozano Sebastián (* 1943), spanischer katholischer Bischof
- Georg Sebastian (auch Georges Sébastian) (1903–1989), ungarisch-französischer Dirigent
- Guy Sebastian (* 1981), australischer Popsänger
- Hans-Jürgen Sebastian (1944–2018), deutscher Mathematiker und Logistikwissenschaftler
- Horst Sebastian (1928–1986), deutscher Zahnarzt und Standespolitiker
- Jana Sebastian (* 1990), deutsche Fußballspielerin
- Jerome Aloysius Daugherty Sebastian (1895–1960), US-amerikanischer Geistlicher, Weihbischof in Baltimore
- Joan Sebastian (1951–2015), mexikanischer Sänger und Songwriter
- Johann Carl Sebastian (1678–1756), deutscher Gold- und Silberschmied
- John Sebastian (* 1944), US-amerikanischer Musiker
- Juan Sebastián (* 1967), chilenischer Politiker, Rechtsanwalt und Bergsteiger
- Klaus Sebastian (* 1952), deutscher Schriftsteller und Musiker
- Linus Sebastian (* 1986), kanadischer YouTuber
- Ludwig Sebastian (1862–1943), deutscher Bischof von Speyer
- Ludwig Sebastian (Politiker) (1800–1868), Bürgermeister und Abgeordneter
- Mario Sebastián (1926–2006), argentinischer Wasserballspieler
- Miguel Ángel Sebastián Martínez (* 1950), spanischer Geistlicher, Bischof von Sarh
- Miguel Sebastián (* 1957), spanischer Wirtschaftswissenschaftler und Politiker der sozialistischen Partei PSOE
- Mihail Sebastian (1907–1945), rumänischer Schriftsteller
- Peter Sebastian, Pseudonym von Eugen Walz (1946–2020), deutscher Musiker und Sänger
- Peter Sebastian (* 1958), deutscher Sänger
- Sabine Sebastian (* 1951), deutsche Schauspielerin, Synchronsprecherin und Dialogregisseurin
- Santiago Sebastián (1931–1992), spanischer Kunsthistoriker und Hochschullehrer
- Santiago Sánchez Sebastián (* 1957), spanischer Ordensgeistlicher, Prälat von Lábrea
- Steffen Sebastian, deutscher Ökonom und Hochschullehrer
- Suchitra Sebastian, britische Physikerin
- Tim Sebastian (Journalist) (* 1952), englischer Fernsehjournalist und Buchautor
- Tim Sebastian (Fußballspieler) (* 1984), deutscher Fußballspieler
- Tim Sebastian (Sportakrobat) (* 1995), deutscher Sportakrobat
- Toby Sebastian (* 1992), britischer Schauspieler
- Wilhelm Sebastian (1903–1978), deutscher Automobilrennfahrer und Rennmechaniker
- Wilhelm Josef Sebastian (* 1944), deutscher Politiker (CDU), MdL, MdB
- William King Sebastian (1812–1865), US-amerikanischer Politiker

### Vorname
- Sebastian Aitinger (1508–1547), Sekretär des Schmalkaldischen Bundes
- Sebastian Altmann (1827–1894), deutscher Baumeister
- Sebastian Arnold (Handballspieler) (* 1996), deutscher Handballtorwart
- Sebastian Batkowski (* 1995), polnischer Poolbillardspieler
- Sebastian Baur (Musiker) (* 1957), deutscher Gitarrist
- Sebastian Bezzel (* 1971), deutscher Schauspieler
- Sebastian Bogner (1991), deutscher Schachspieler
- Sebastian Coe (* 1956), britischer Leichtathlet, Politiker und Sportfunktionär
- Sebastian Colloredo (* 1987), italienischer Skispringer
- Sebastian Dahlström (* 1996), finnischer Fußballspieler
- Sebastian Degenhardt (* 1996), deutscher Schauspieler
- Sebastian Deisler (* 1980), deutscher Fußballspieler
- Sebastian Dollinger (* 1984), deutscher Volleyball- und Beachvolleyballspieler
- Sebastian Edathy (* 1969), deutscher Politiker (SPD)
- Sebastian Erixon (* 1989), schwedischer Eishockeyspieler
- Sebastian Frankenberger (* 1981), deutscher Politiker (ödp)
- Sebastian Fitzek (* 1971), deutscher Schriftsteller und Journalist
- Sebastian Gerold (* 1976), deutscher Schauspieler
- Sebastian Gheorghe (* 1976), rumänischer Fußballschiedsrichterassistent
- Sebastian Haffner (1907–1999), deutscher Autor und Journalist
- Sebastian Hahn (Autor) (* 1991), deutscher Autor, Kabarettist und Komiker
- Sebastian Hämer (* 1979), deutscher Sänger.
- Sebastian Hinze (* 1979), deutscher Handballspieler und Handballtrainer
- Sebastian Hoeneß (* 1982), deutscher Fußballspieler und -trainer
- Sebastian Jacoby (* 1978), deutscher Curler und Quizspieler
- Sebastian Joseph-Day (* 1995), US-amerikanischer American-Football-Spieler
- Sebastian Kehl (* 1980), deutscher Fußballspieler
- Sebastian Karlsson (Sänger) (* 1985), schwedischer Sänger und Schauspieler
- Sebastian Karlsson (Eishockeyspieler) (* 1986), schwedischer Eishockeyspieler
- Sebastian Karlsson (Handballspieler) (* 1995), schwedischer Handballspieler
- Sebastian Kleiner (* 1972), deutscher Skilangläufer
- Sebastian Klussmann (* 1989), deutscher Quizspieler
- Sebastian Koch (* 1962), deutscher Schauspieler
- Sebastian Krumbiegel (* 1966), deutscher Sänger
- Sebastian Kurz (* 1986), österreichischer Politiker (ÖVP)
- Sebastian Langrock (* 1977), deutscher Pokerspieler
- Sebastian Ludwig, deutscher Poolbillardspieler
- Sebastian Malec (* 1995), polnischer Pokerspieler
- Sebastian Merk (* 1977), deutscher Jazzmusiker und Hochschullehrer
- Sebastian Münster (1488–1552), deutscher Kosmograf und Humanist
- Sebastian Münster (* 1971), deutscher Schauspieler
- Sebastian Netz (* 1980), deutscher Gitarrist und Songwriter
- Sebastian Neumeister (1938–2023), deutscher Romanist
- Sebastian Ofner (* 1996), österreichischer Tennisspieler
- Sebastian Opderbeck (* 1986), deutscher Handballspieler
- Sebastian Pauli (Pokerspieler) (* 1989), deutscher Pokerspieler
- Sebastian Prokop (* 1974), österreichischer Journalist
- Sebastian von Rostock (1607–1671), Fürstbischof von Breslau
- Sebastian Rudy (* 1990), deutscher Fußballspieler
- Sebastian Schipper (* 1968), Schauspieler
- Sebastian Schwaighofer (* 2000), österreichischer Politiker (FPÖ)
- Sebastian Seitner (* 1979), deutscher Handballspieler
- Sebastian Siebrecht (* 1973), deutscher Schachspieler und -veranstalter
- Sebastian Sikorski (* 1989), kanadischer Pokerspieler
- Sebastian Sörensson (* 1989 oder 1990), schwedischer Pokerspieler
- Sebastian Stan (* 1982), rumänisch-US-amerikanischer Schauspieler
- Sebastian Steinbach (* 1978), deutscher Historiker und Hochschullehrer
- Sebastian Stoppe (* 1978), deutscher Medienwissenschaftler
- Sebastian Strinning (* 1985), schwedischer Jazzmusiker
- Sebastian Ströbel (* 1977), deutscher Schauspieler
- Sebastian Stump, deutscher Handballspieler
- Sebastian Sturm (* 1980), deutscher Reggae-Musiker
- Sebastian Vettel (* 1987), deutscher Rennfahrer
- Sebastian Voigt (* 1978), deutscher Historiker
- Sebastian Vollmer (* 1984), deutscher American-Football-Spieler
- Sebastian Wurth (* 1994), deutscher Popsänger

### Pseudonym
- Sebastian (Rapper), Künstlername des US-amerikanischen Rappers Garland Mosley
- SebastiAn, Projekt und Pseudonym des französischen Electro-Musikers Sebastian Akchoté
- „Sebastián“, Künstlerpseudonym des mexikanischen Künstlers Enrique Carbajal González

### Fiktive Personen
- Sebastian Bergman, fiktiver Ermittler in der gleichnamigen schwedischen Filmreihe von Michael Hjorth und Hans Rosenfeldt
- Sebastian die Krabbe, fiktive Krabbe aus der Zeichentrickserie Arielle, die Meerjungfrau
- Sebastian Michaelis (セバスチャン・ミカエリス), fiktiver Charakter der Manga- und Animeserie Black Butler
- Der mysteriöse Mr. Sebastian im gleichnamigen englischen Spielfilm von 1968
- Sebastian Castellanos, Hauptfigur im Computerspiel The Evil Within